# ノースイースタン・イリノイ大学
ノースイースタン・イリノイ大学（ノースイースタン・イリノイだいがく、Northeastern Illinois University、略称：NEIU）はイリノイ州シカゴにある州立大学。学生数は約9千人で、ヒスパニック系が多いことで知られる。メインキャンパスはシカゴ郊外のノースパークにあり、シカゴ中心地に3つのサブキャンパスを構える。NEIUにはWZRDシカゴという歴史のあるコミュニティラジオ局が存在する。

## 歴史

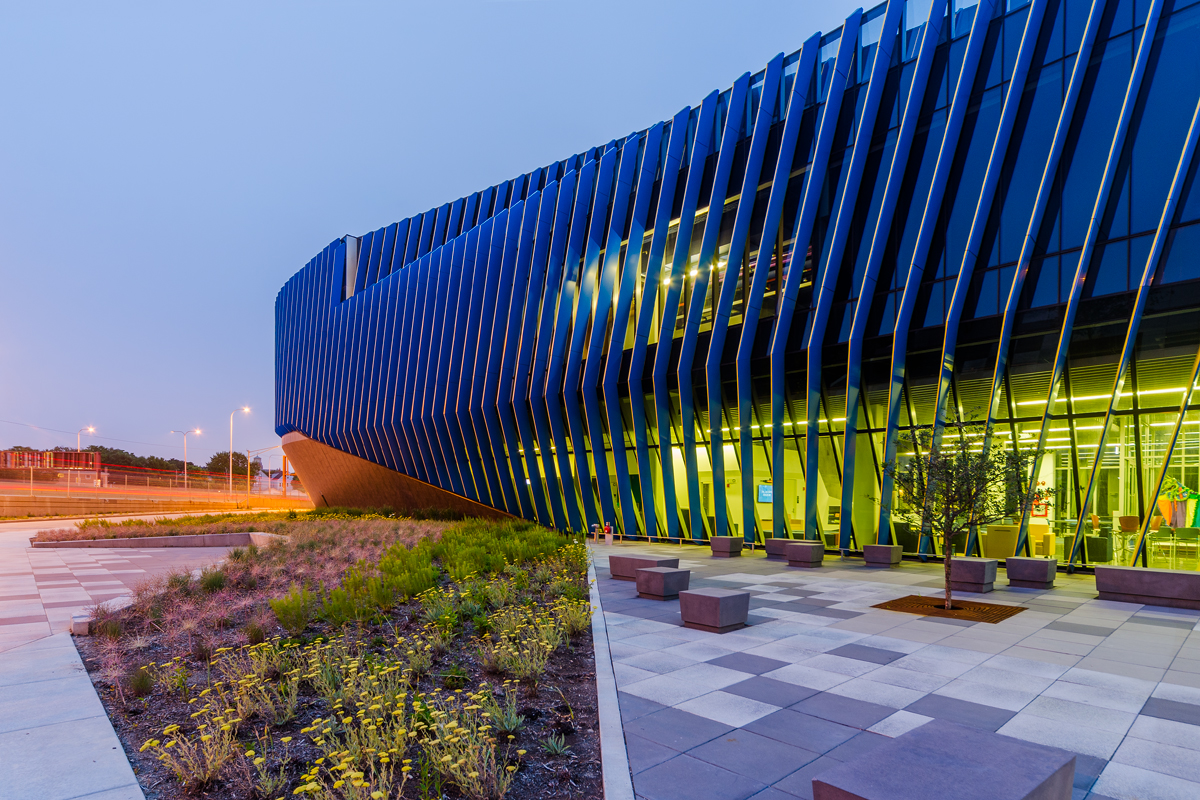
エル・セントロ・キャンパス

この大学はクック郡における教員養成機関として1867年に創設され、1961年に現在のキャンパスに移転、1971年に現名称に変更した。

## 入学者選抜
学生の人種別割合は、ヒスパニック36％、白人31％、アフリカン・アメリカン10％、アジア人9％、その他14％となっている。

## 教育

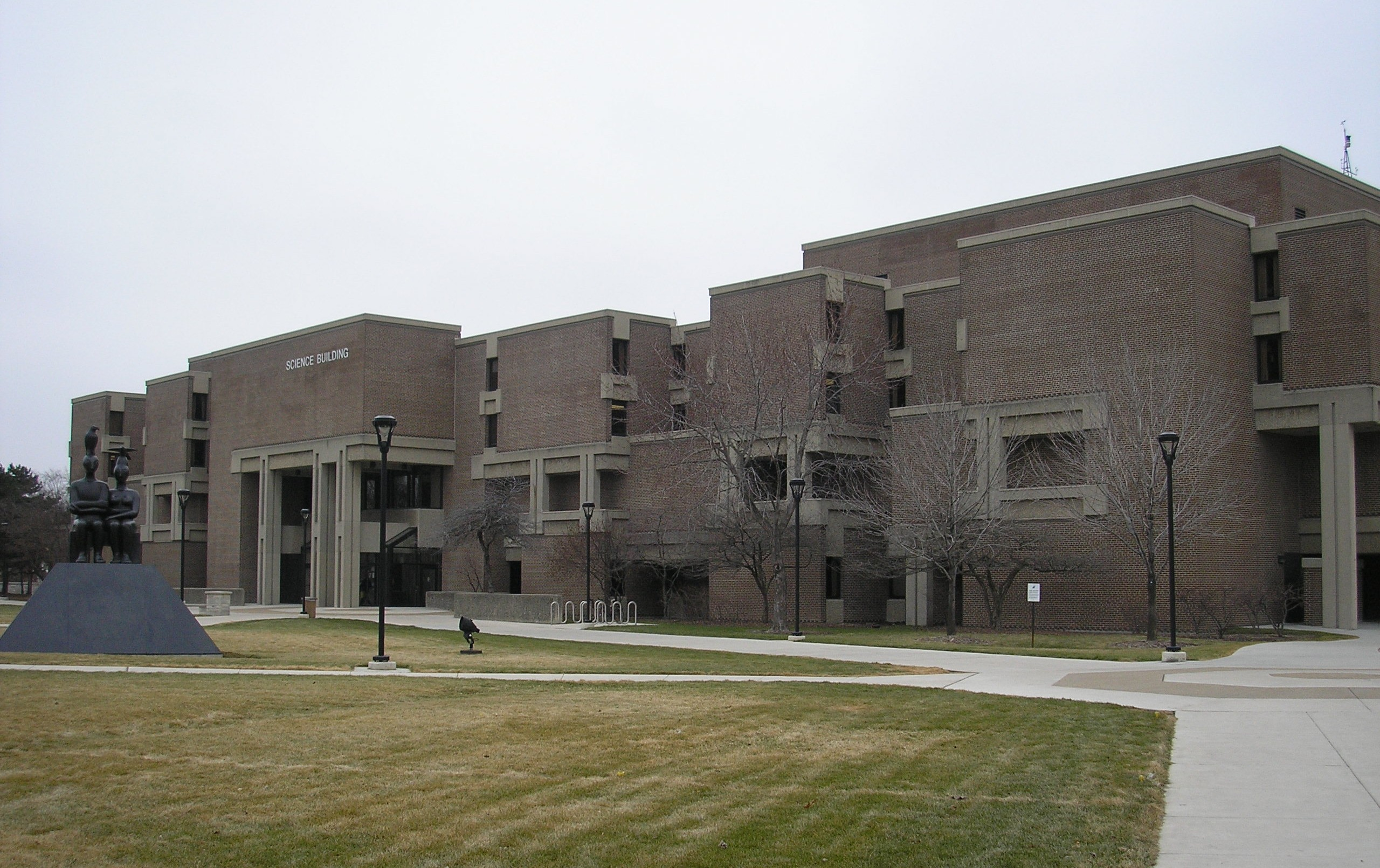
理系棟（2010年にバーナード・J・ブロメル・ホールと改名）

- 文理学部（College of Arts and Sciences）
- 経営学部（College of Business and Management）
- 教育学部（Daniel L. Goodwin College of Education）
- 大学院（College of Graduate Studies and Research）

### 文理学部
いわゆるリベラルアーツ学部であり、31部門から数多くの専攻、副専攻を選択することができる。取得可能学位は教養学士、理学士。

### 経営学部
会計・商法・ファイナンス部門とマネジメント・マーケティング部門に分かれている。社会科学系の理学士に加え、学びを続けると経営学修士も取得可能。

### 教育学部
正式名は、ダニエル・L・グッドウィン教育学部（Daniel L. Goodwin College of Education）。教員養成機関として設立された1867年から存在する、大学最古の学部である。6部門から成り、初等教育、中等教育共に教員免許が取得可能である。

### 大学院
大学院には研究科の区別がなく、3学部合同で設置されている。

## キャンパス
ノースイースタン・イリノイ大学のキャンパスには以下のような建物が立地している。
- レック・ウェルサ・ホール（LWH）：教育学部棟
- バーナード・J・ブロムウェル・ホール（BBH）：理系棟、文理学部を初め、様々な学部が利用する。
- サルム・ハルジュ・ステインバーグ・芸術センター（FD）：コミュニケーション学科、メディア・映像学科、音楽・ダンス学科、教養学科で利用される。
- ザ・ネスト：新設された学生寮、寮内にはフィットネスセンターや学習スペースが設けられている。
- ロナルド・ウィリアムス図書館：大学図書館。5階建で、コンピューター室、音楽室、カフェを併設している。
- カルサーズ・インナーシティ研究センター：シカゴ南部にあるブロンズビル・キャンパスに立地。インナーシティ問題やアフリカ系住民の問題について研究している。
- アルムナイセンター：同大学の卒業生向けのスペース。著名な卒業生の写真や記念品が保存されている。

## 学生スポーツ

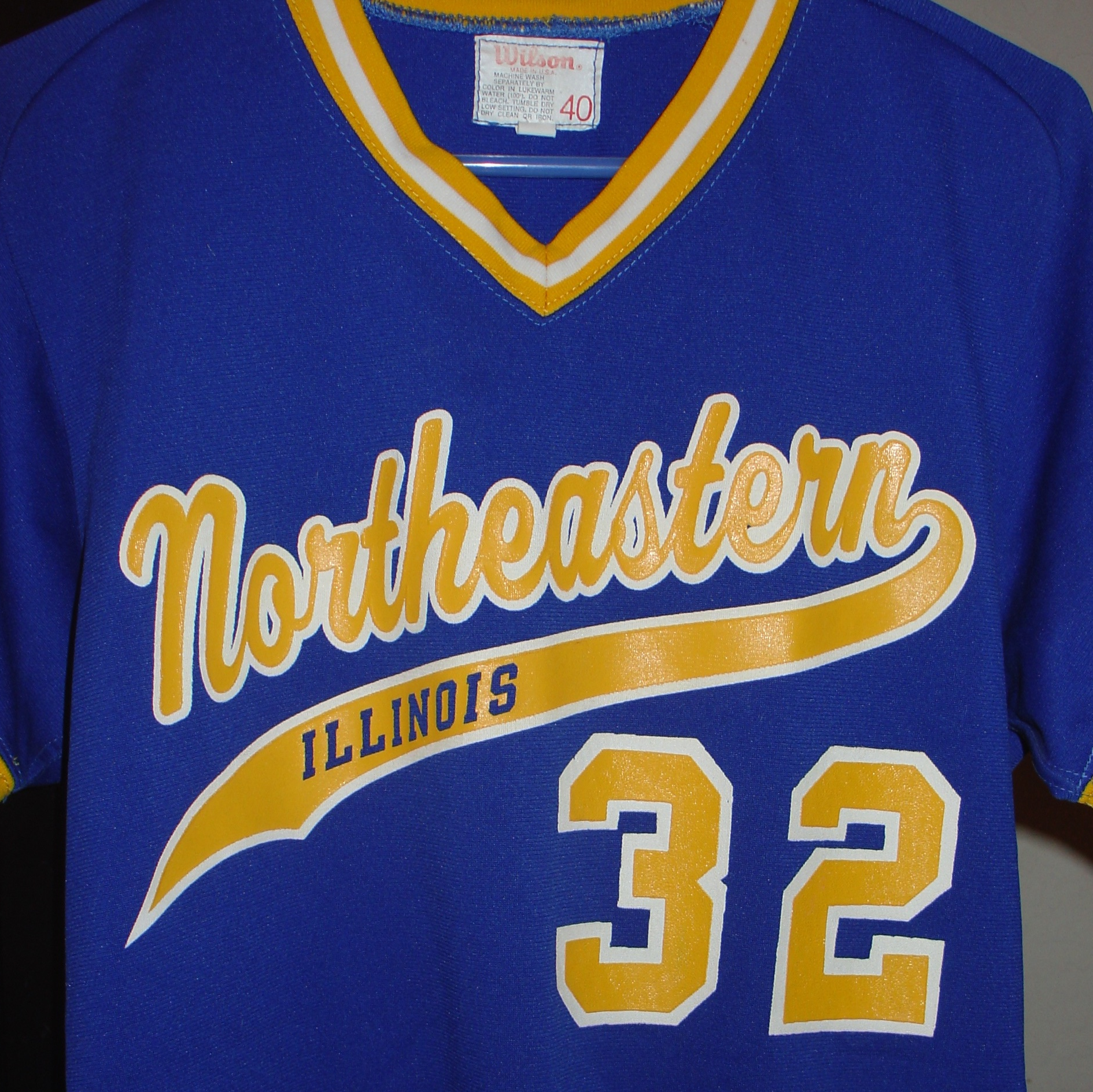
野球部のユニフォーム

ノースイースタン・イリノイ大学は1988年から全米大学体育協会に所属している。当初は第2部に所属していたが、現在は第1部に所属している。チームの愛称は「ゴールデン・イーグルス」である。

## 著名な出身者
- マイケル・アンジェロ：ギタリスト
- ダン・クロフォード：プロバスケットボール審判[9]
- ジョン・パンコウ：俳優
- アート・ポーター・ジュニア：サクソフォーン奏者